# Boryaceae
Boryaceae — родина високостійких до посухи квіткових рослин, що походять з Австралії, входять до порядку Asparagales однодольних. Родина включає два роди з дванадцятьма видами в Австралії.
До недавнього часу ця родина не визнавалася багатьма систематиками, оскільки більшість систем відносили два роди, Borya та Alania, до Anthericaceae чи Liliaceae. Система APG IV 2016 року (не змінена порівняно з версіями 1998, 2003 та 2009 років) справді визнає цю родину та розміщує її в порядку Asparagales, у кладі однодольних, на основі молекулярно-філогенетичних даних, які показують, що два роди утворюють кладу.